# Loatenga
Loatenga est une localité située dans le département de Boulsa de la province du Namentenga dans la région Centre-Nord au Burkina Faso. 

## Géographie
Loatenga est situé à 2,5 km au sud-est de Bonam, à 18 km au nord de Boulsa, le chef-lieu du département et de la province. La localité est à 2 km à l'est de la route nationale 15 qui relie Boulsa à Kaya.

## Histoire
Le village a un parrainage d'aide au développement avec l'ONG française Nièvre sans frontières.

## Éducation et santé
Le centre de soins le plus proche de Loatenga est le centre de santé et de promotion sociale (CSPS) de Bonam tandis que le centre de médical avec antenne chirurgicale (CMA) de la province se trouve à Boulsa.
Le village possède une école primaire publique.